# Havaika kauaiensis
Havaika kauaiensis is een spinnensoort uit de familie springspinnen (Salticidae). De soort komt voor in Hawaï.